# Твій Шевченко
Твій Шевченко -  просвітницька акція, присвячену 200-річчю від дня народження Великого Кобзаря

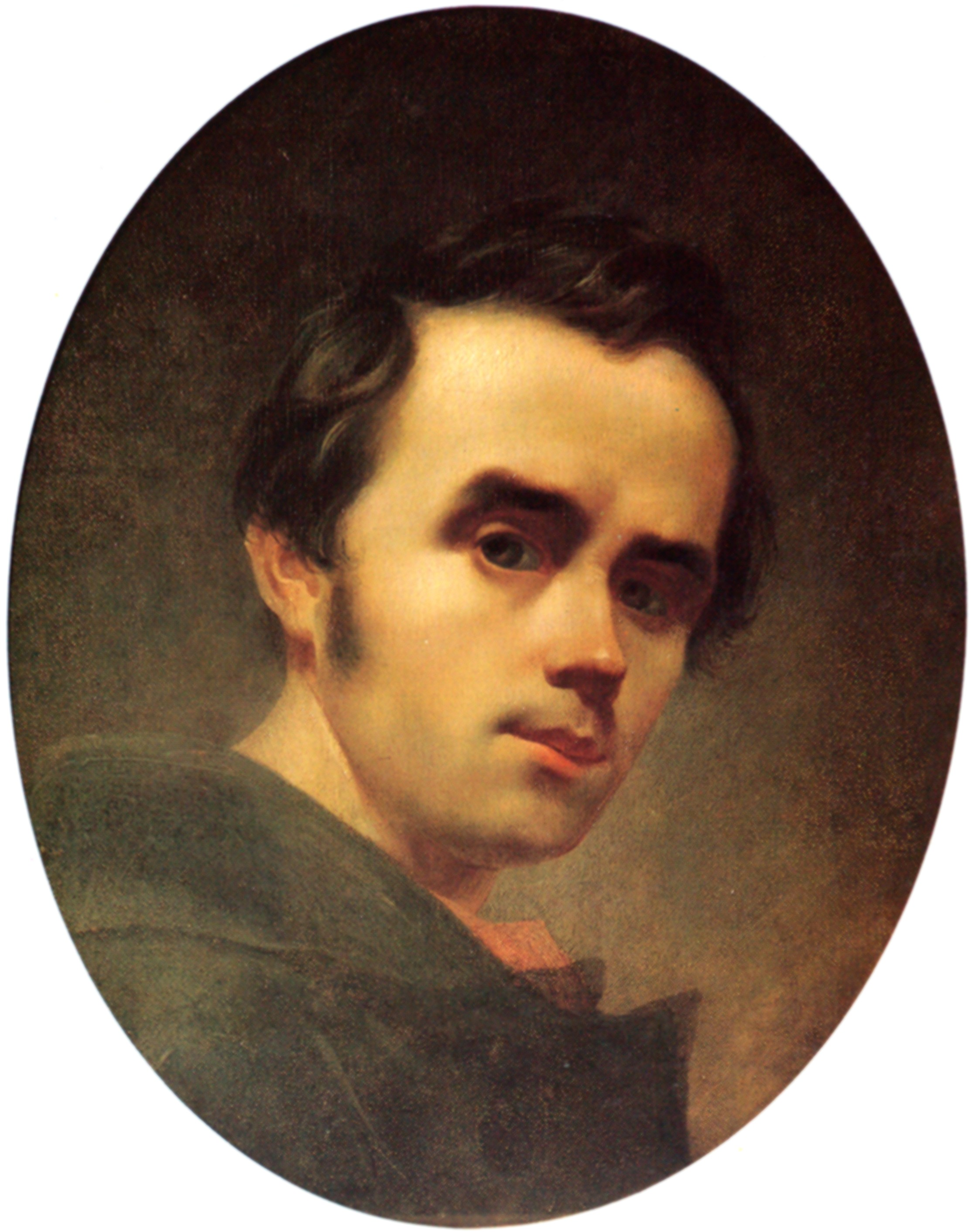
Автопортрет Тараса Шевченка (1840)

## Ініціатори проєкту
Започаткували проєкт «Твій Шевченко» Фонд Миколи Томенка «Рідна країна» та Всеукраїнський благодійний фонд Юрія Дерев’янка разом з радіо «Ера».
Проєкт приурочений до 200-ліття з дня народження Тараса Шевченка.

## Суть проєкту
Протягом ста днів на «Радіо-Ера ФМ» звучатимуть двісті фрагментів з творів Тараса Шевченка.
Проєкт стартував 22 січня 2014 року, в День Соборності та Свободи України.
Кожного дня в ефір виходить по два вірші, радіотрансляція віршів триватиме до травня.
Читання поезій в цей період  можна слухати щодня об 11-35, 13-10, 15-35 і 18-35.

## Мета акції
Акція спрямована на те, щоб залучити якомога більше молоді до вивчення літературної спадщини великого поета, аби кожен міг відкрити свого Шевченка. 
Тому принципово обмежили участь у проєкті відомих політиків та громадських діячів, а запропонували начитувати твори для запису школярам. 

## Учасники проєкту
Читці по радіо віршів Тараса Шевченка – діти з усіх куточків України,  зокрема, переможці конкурсу знавців української мови імені Петра Яцика, переможці та учасники конкурсів читців. 
Учні мали можливість самі обрати твір для читання. Вибраний вірш мав бути життєствердним і звучати до півтори хвилини.
Також читатимуть вірші відомі українці: екс-глава Української греко-католицької церкви Блаженніший Любомир (Гузар), письменниця Марія Матіос, актори Наталія Сумська, Анатолій Хостікоєв, Богдан Бенюк, співачка Тоня Матвієнко та інші.